# Thelotremataceae
Thelotremataceae is een botanische naam voor een familie van korstmossen behorend tot de orde Ostropales. Het typegeslacht is Thelotrema. Alle geslachten zijn later heringedeeld naar andere families, waarvan de meerte naar de familie Graphidaceae.

## Geslachten
De familie bestond uit de volgende geslachten:
- Chapsa - 42 soorten
- Chroodiscus - 37 soorten
- Diploschistes - 25 soorten
- Fibrillithecis - 4 soorten
- Gyrotrema - 6 soorten
- Leptotrema - 142 soorten
- Leucodecton - 39 soorten
- Melanotrema - 12 soorten
- Myriotrema - 33 soorten
- Nadvornikia - 5 soorten
- Ocellularia - 605 soorten
- Phaeotrema - 78 soorten
- Platygrapha - 146 soorten
- Polistroma - 1 soort
- Redingeria - 9 soorten
- Stegobolus - 30 soorten
- Thelotrema - 710 soorten
- Topeliopsis - 28 soorten